# Philodendron oblongum
Philodendron oblongum är en kallaväxtart som först beskrevs av Vell., och fick sitt nu gällande namn av Carl Sigismund Kunth. Philodendron oblongum ingår i släktet Philodendron och familjen kallaväxter. Inga underarter finns listade.